# Sigil·lària
La Sigil·lària (en llatí: Sigillaria) era un festa romana que se celebrava durant dos dies (22 i 23 de desembre) seguint a la Saturnalia (17 a 19 de desembre) i l'Opàlia (19 a 21 de desembre).
El nom derivava de sigillum, que vol dir senyal, segell o símbol petit i que era el nom que es donava a unes petites estatuetes que els romans es regalaven uns als altres en aquestes dades i que és el precedent del modern Nadal amb la tradició de donar felicitacions nadalenques. Amb aquestes estatuetetes es volia representar els desitjos per tot l'any, i es diu que ja un costum similar havia existit a Assíria, Babilònia, Egipte i Pèrsia.
Al darrer dia de la Saturnàlia també se li deia Sigil·lària i els llocs on es venien objectes la Sigil·lària, es deien també sigillaria.

## Els objectes

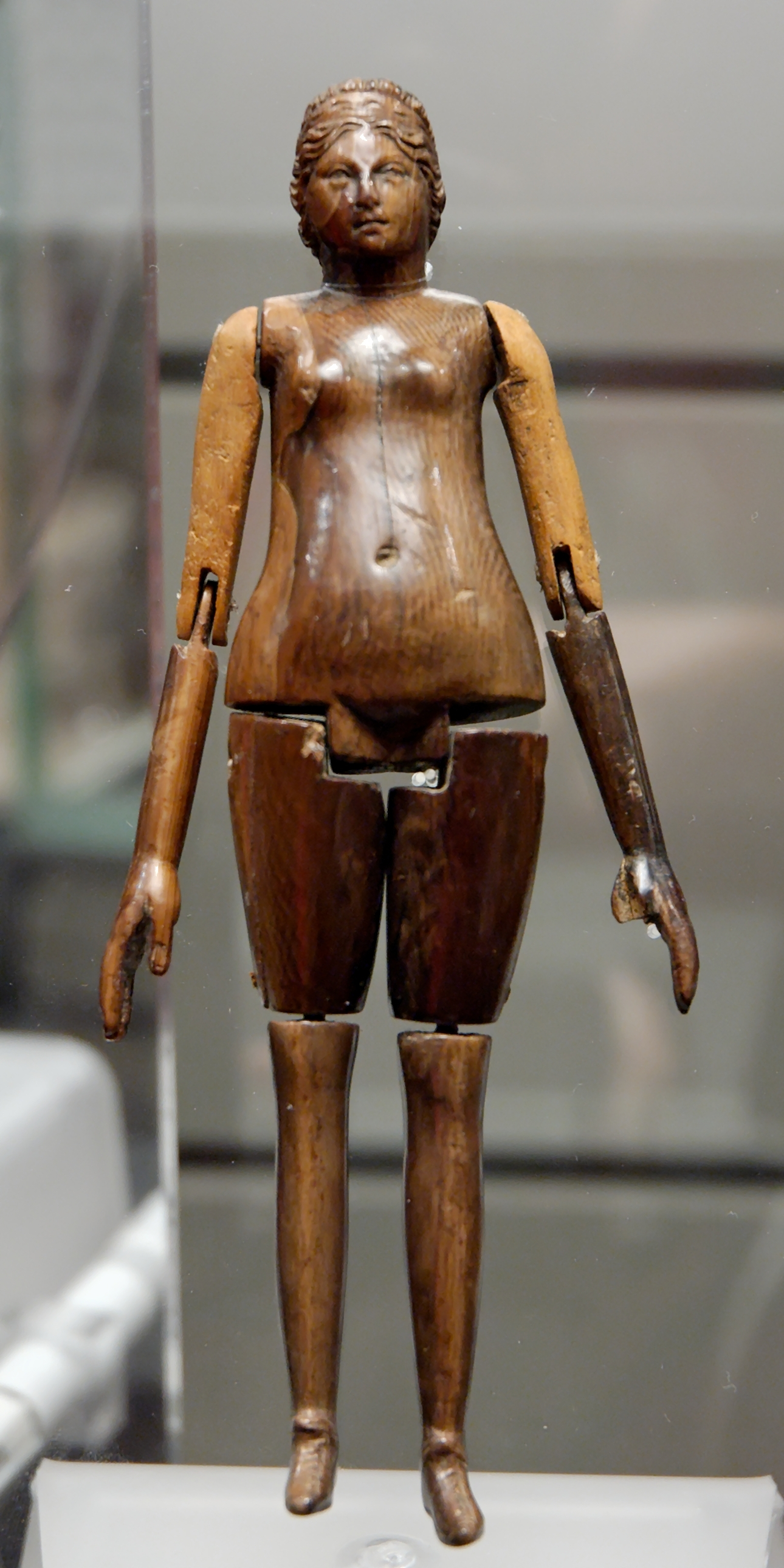
Nina romana del s. II.

Al diàleg que va escriure Macrobi, titulat "Saturnalia", l'interlocutor anomenat Praetextatus diu que els ninos que es regalaven per la Sigil·lària eren els substituts de les víctimes humanes que en l'arcaica religió se sacrificaven als déus. Aquest passatge ha donat lloc a estudis sobre si realment van haver sacrificis humans en la religió romana i les sospites es van estendre als argei i els oscillum. Un altre dels personatges d'aquesta obra, Evangelus, afirma que els ninos no eren més que objectes perquè juguessin els nens.

## El lloc de venda
La fira de venda d'objectes per la Sigil·lària durava quatre dies. Les parades dels venedors es van instal·lar primer al Camp de Mart, de vegades dins la Saepta Julia i en els darrers temps al porxo dels banys públics de Trajà. Juvenal diu que aquestes parades exposaven tants d'objectes que la pintura de Jàson i els argonautes del Porticus Agrippiana quedava completament tapat.